# Freeman (Dakota Południowa)
Freeman – miasto w Stanach Zjednoczonych, w stanie Dakota Południowa, w hrabstwie Hutchinson.